# Baktai Ferenc
Baktai Ferenc (Mezőtúr, 1924. október 15. – Budapest, 1974. január 9.) magyar újságíró.

## Életpályája
1946–1948 között a Tolna Megyei Néplap felelős szerkesztője, 1948–1952 között a Szabad Nép munkatársa volt. 1952–1974 között a Népszava főmunkatársa volt. Újságíróként elsősorban városriportokat, politikai publicisztikát írt. Népszerűek voltak kommentárjai a rádióban és a televízióban. Ő teremtette meg a két krahácsi atyafi szatirikus figuráját a Rádiókabaré számára; jeleneteinek állandóan visszatérő refrénje (Nyomják Krahácsot) szállóigévé vált.

## Főbb művei
- Fiatalok csillaga; Athenaeum, Budapest, 1950 (Ifjú Gárda könyvtár)
- A kőbányai előörs. A kispest-kőbányai partizáncsoport története (1956)
- Székelyek üzenik (Romániai útinapló. Szerk.: Falus Róbert, 1958)
- Az égből hulltak (regény, 1959)
- Magyarország. 1945–1960; összeáll. Baktai Ferenc, Máté György, statisztikai adatok összeáll. Feles György, ill. Zádor István, Balogh István, Szlovák György; Kossuth, Budapest, 1960 (angol, francia, német, orosz nyelven is)
- Ki a hazafi? Válasz néhány levélre; Kossuth, Budapest, 1962
- Megvalósult tervek. A második ötéves terv nagy létesítményei (Tatai Zoltánnal. 1965)
- Akik mertek… (1970)
- Magyarország madártávlatból (1974)
- Ungarn (1974)
- Szabad-e vállat vonni? (cikkek, karcolatok, humoreszkek. Válogatta és szerkesztette: Várkonyi Margit, 1976)

Krahácsi rádiójelenetei
- Mi, Krahács megyeiek (1970)[4]
- Krahácsi panaszok (1972)
- Búcsú Lóváron (1973)
- Krahácsi egészség (1973)
- Krahácsi szilveszter (1974)
- Szép volt, Krahács! (1975)
- Kisöcsénk, Krahács (1975)
- Házasodjék Krahácsban! (1976)
- Krahács és az olimpia (1976).

## Díjai, elismerései
- Rózsa Ferenc-díj I. fokozat (1960)[5]